# Wyoming (Michigan)
Wyoming é uma cidade localizada no estado americano de Michigan, no Condado de Kent. É um dos subúrbios principais de Grand Rapids.  

## Demografia
Segundo o censo americano de 2000, a sua população era de 69.368 habitantes.
Em 2006, foi estimada uma população de 70.155, um aumento de 787 (1.1%).

## Geografia
De acordo com o United States Census Bureau tem uma área de
63,5 km², dos quais 63,3 km² cobertos por terra e 0,2 km² cobertos por água. Wyoming localiza-se a aproximadamente 14 m acima do nível do mar.

## Localidades na vizinhança
O diagrama seguinte representa as localidades num raio de 12 km ao redor de Wyoming.